# Катаяма, Токума
Катаяма, Токума (яп. 片山 東熊, 18 января 1854 — 24 октября 1917) — японский архитектор. Один из первых архитекторов Японии, начавших работать в европейском стиле. В его работах сильно французское влияние (французский ренессанс).
Катаяма закончил Императорский технический колледж в 1879 году. Работал вместе с британским архитектором Джосайей Кондером.
Каиаяма Токума в основном известен, как архитектор музеев и дворцов. С 1887 году имел статус официального архитектора Управления Императорского двора Японии.

## Работы
- 1894 — Национальный музей Нары
- 1895 — Национальный музей Киото
- 1907 — резиденция Дзинпукаку, Тоттори
- 1909 — Дворец Акасака, Токио

## Галерея
- Национальный музей Нары
- Резиденция Дзипукаку
- Дворец Акасака